# Senator Motor Car Company
Senator Motor Car Company war ein US-amerikanischer Hersteller von Automobilen.

## Unternehmensgeschichte
Das Unternehmen wurde im Sommer 1911 in Pittsburgh in Pennsylvania gegründet. C. E. Vance war Präsident, P. T. Coburn Schatzmeister, E. R. Walters Direktor und A. F. Schmidt Manager, der vorher bei der Penn Motor Car Company tätig war. 1910 begann die Produktion von Automobilen. Der Markenname lautete Senator. Geplant waren 1000 Fahrzeuge im ersten Jahr. Diese Zahl wurde klar verfehlt. Im gleichen Jahr endete die Produktion.
Es gab keine Verbindung zur Victor Automobile Company, die ein paar Jahre vorher den gleichen Markennamen für ihre Personenkraftwagen benutzte.

## Fahrzeuge
Die Fahrzeuge hatten einen Vierzylindermotor. Er war mit 40 PS angegeben. Zur Wahl standen zwei verschiedene Karosserievarianten. Der Roadster hatte ein Fahrgestell mit 295 cm Radstand. Er kostete 1250 US-Dollar. Sein niedriger Schwerpunkt wurde in der Werbung hervorgehoben. Daneben gab es einen offenen Tourenwagen für 1800 Dollar.